# باول ويلسون (مهندس)
باول ويلسون هو مهندس كندي، ولد في 13 أكتوبر 1971 في إدنبرة في المملكة المتحدة.